# 瀧上工業
瀧上工業株式会社（たきがみこうぎょう、英: The Takigami Steel Construction Co., Ltd.）は、愛知県半田市にある橋梁・鉄骨・鉄塔・その他鋼構造物を製作するメーカーである。

## 事業所
- 本店　愛知県半田市神明町1番1号

他に東京支店、大阪支店、札幌営業所、仙台営業所、静岡営業所、岐阜営業所、名古屋営業所、広島営業所、福岡営業所、本社工場、本社第二工場がある。

## 主な沿革
- 1895年（明治28年）10月 - 卯内、名古屋市西区外田町で鍛冶屋を創業、屋号「鍛冶定」
- 1937年（昭和12年）1月 - 瀧上鐵骨鐵筋工業株式会社を設立
- 1939年（昭和14年）11月 - 商号を瀧上工業株式会社に変更、本店を東京市日本橋区兜町に移転
- 1948年（昭和23年）11月 - 本店を東京都中央区日本橋小伝馬町に移転
- 1955年（昭和30年）12月 - 本店を東京都中央区湊町に移転
- 1960年（昭和35年）6月 - 瀧上精機工業株式会社を設立
- 1961年（昭和36年）2月 - 丸定運輸株式会社を設立(現・関連会社)
- 1961年（昭和36年）10月 - 東京証券取引所、名古屋証券取引所市場第二部上場。
- 1965年（昭和40年）4月 - 瀧上建設興業株式会社を設立(現・関連会社)
- 1975年（昭和50年）6月 - 富川鉄工株式会社を設立(現・連結子会社)
- 2010年（平成22年）6月 - 本店を東京都中央区湊一丁目から名古屋市中川区清川町に移転し、東京本店を東京支店に変更
- 2012年（平成24年）4月 - 本店を名古屋市中川区清川町から愛知県半田市神明町に移転
- 2013年（平成25年）3月 - 瀧上精機工業株式会社を株式の売却により連結の範囲から除外
- 2016年（平成28年）10月 - 国交省の工事入札に関連して加重収賄と贈賄が発覚

## 主要関係会社
- 株式会社瀧上工作所
- 瀧上建設興業株式会社
- 丸定産業株式会社
- 丸定運輸株式会社
- 株式会社ケイシステックニジューサン